# Lea Lander
Lea Lander, nota anche con lo pseudonimo di Lea Krüger (Berlino, 1936), è un'attrice tedesca.

## Biografia
Cugina del più famoso attore Hardy Krüger, all'inizio della carriera, su consiglio del proprio agente, adottò lo pseudonimo di Lea Krüger, nel tentativo di aumentare la propria fama. Conosciuta principalmente per i ruoli in Sei donne per l'assassino (1964) e Cani arrabbiati (1974) di Mario Bava e Kaput Lager - Gli ultimi giorni delle SS di Luigi Batzella (1977).

## Filmografia
- Hilde e Hans - Il miracolo dell'amore (Worüber man nicht spricht - Frauenarzt Dr. Brand greift ein), regia di Wolfgang Glück (1958)
- Lass mich am Sonntag nicht allein, regia di Arthur Maria Rabenalt (1959)
- Goliath e la schiava ribelle, regia di Mario Caiano (1963)
- Sei donne per l'assassino, regia di Mario Bava (1964)
- Giulietta degli spiriti, regia di Federico Fellini (1965)
- Silenzio: si uccide, regia di Guido Zurli (1967)
- Un colpo da re, regia di Angelo Dorigo (1967)
- Amarsi male, regia di Fernando Di Leo (1969)
- Dove vai tutta nuda?, regia di Pasquale Festa Campanile (1969)
- Belle d'amore, regia di Fabio De Agostini (1970)
- La vergine di Bali, regia di Guido Zurli (1972)
- Servo suo, regia di Romano Scavolini (1973)
- L'anticristo, regia di Alberto De Martino (1974)
- Cani arrabbiati, regia di Mario Bava, Lamberto Bava (1974)
- 4 minuti per 4 miliardi, regia di Gianni Siragusa (1976)
- Lo sceicco la vede così, regia di José Bénazéraf (1976)
- Kaput Lager - Gli ultimi giorni delle SS, regia di Luigi Batzella (1977)
- Zanna Bianca e il grande Kid, regia di Vito Bruschini (1977)
- Porci con la P.38, regia di Gianfranco Pagani (1978)
- Il giorno del porco, regia di Sergio Pacelli (1992)
- End of the Road: Making Rabid Dogs & Kidnapped, regia di Frank H. Woodward (2007)

## Doppiatrici italiane
- Rita Savagnone in Sei donne per l'assassino
- Flaminia Jandolo in L'anticristo
- Noemi Gifuni in Porci con la P.38
- Miriam Spera in Cani arrabbiati (doppiaggio tardivo)